# 奧科利什鄉
46°28′35″N 23°28′05″E / 46.4764°N 23.4681°E
奧科利什鄉（羅馬尼亞語：Comuna Ocoliș, Alba），是羅馬尼亞的鄉份，位於該國中部，由阿爾巴縣負責管轄，面積86平方公里，海拔高度569米，2011年人口616，人口密度每平方公里10人。